# Parish Ledge
Parish Ledge är en bergstopp i Antarktis. Den ligger i Östantarktis. Nya Zeeland gör anspråk på området. Toppen på Parish Ledge är 1 642 meter över havet.
Terrängen runt Parish Ledge är bergig åt sydost, men åt nordväst är den kuperad. Trakten är obefolkad. Det finns inga samhällen i närheten. 